# Hamel (ort i Australien)
Hamel är en ort i Australien. Den ligger i kommunen Waroona och delstaten Western Australia, omkring 100 kilometer söder om delstatshuvudstaden Perth.
Runt Hamel är det mycket glesbefolkat, med 6 invånare per kvadratkilometer.. Närmaste större samhälle är Waroona, nära Hamel.
I omgivningarna runt Hamel växer huvudsakligen savannskog. Genomsnittlig årsnederbörd är 1 043 millimeter. Den regnigaste månaden är maj, med i genomsnitt 187 mm nederbörd, och den torraste är februari, med 6 mm nederbörd.